# Scopula cervinata
Scopula cervinata là một loài bướm đêm trong họ Geometridae.